# Lijst van beelden in Borne
Dit is een (onvolledige) chronologische lijst van beelden in Borne. Onder een beeld wordt hier verstaan elk driedimensionaal kunstwerk in de openbare ruimte van de Nederlandse gemeente Borne, waarbij beeld wordt gebruikt als verzamelbegrip voor sculpturen, standbeelden, installaties, gedenktekens en overige beeldhouwwerken.
| Geplaatst | Omschrijving                                              | Kunstenaar                                 | Straat                                                 | Plaats                | Materiaal        | Afbeelding |
| --------- | --------------------------------------------------------- | ------------------------------------------ | ------------------------------------------------------ | --------------------- | ---------------- | ---------- |
| 1888      | Sint Stephanus                                            | onbekend                                   | Grotestraat 207, (St. Stephanuskerk)                   | Borne                 |                  |            |
| 1889      | Sint Johannes de Doper                                    | onbekend                                   | Stationsstraat 5, (Johannesklooster)                   | Borne                 |                  |            |
| 1985      | onbekend (vijf hoge keramische platen)                    | Margreet Zwetsloot                         | 't Dijkhuis                                            | Borne                 | keramiek         |            |
| 1990      | Man met vogel                                             | Hans Rekken                                | Parallelweg                                            | Borne                 | hout             |            |
| 2002      | Ora et Labora (Zusters van de Liefde)                     | Joep Coppens                               | Stationsstraat 5, (Johannesklooster)                   | Borne                 |                  |            |
| 2006      | de Spijkermotor                                           | Harrie Lammertink                          | t Dijkhuis bij 1                                       | Borne                 |                  |            |
| 2011      | Monument werkers textielfabriek v/h Spanjaard             | Hans Kuyper                                | Stationstraat/Parallelweg                              | Borne                 |                  |            |
| 2013      | Gullimex fauteuil                                         | Guusje Beverdam                            | Oostermaat 7 (Gullimex)                                | Borne                 | chamotteklei     |            |
| 2014      | Schoef ’s an(tafel)                                       | Els Mikx en Ank Lauvenberg                 | Pellenhof                                              | Borne                 | metaal           |            |
| 2014      | Cloud Tree (vijverkunst)                                  | Harmke Koning                              | Deurningerweg (Bornsche Beekpark)                      | Borne                 | glas             |            |
| 2014      | Stepping stones (44 stenen)                               | Harmke Koning                              | Bornsche Beekpark                                      | Borne                 | steen            |            |
| 2016      | Bank van Knuif (ook wel de Eurozitbank)                   |                                            | Park Scholtenshof, De Bolkshoek                        | Borne                 |                  |            |
| 2017      | Mammoet Boris                                             | Saske van der Eerden                       | Park Scholtenshof                                      | Borne                 |                  |            |
| 2016      | Het Bindt                                                 | Matthijs Wolthuis                          |                                                        | Zenderen buitengebied | metaal           |            |
| 2019      | Bankje voor Rob Welten (boomkunst)                        | Hans Nijmeijer                             | Park Scholtenshof                                      | Borne                 |                  |            |
| 2023      | Glaskunst 100-jarig Carmel                                | Annemiek Punt                              | Karmelietenklooster                                    | Zenderen              |                  |            |
| divers    | Social Sofa's                                             | divers                                     | divers                                                 | Borne                 | beton en mozaïek |            |
| onbekend  | Contra Vormen(6 betonnen kolommen)                        | Rob Maingay                                | Park Stroom-Esch (bij de vijver)                       | Borne                 | beton            |            |
| onbekend  | onbekend                                                  | onbekend                                   | Zwembad 't Wooldrik                                    | Borne                 |                  | Borne14    |
| onbekend  | Palmpoasenkeerltje                                        | Janny Brugman-de Vries                     | De Bleek                                               | Borne                 |                  |            |
| onbekend  | Hoop                                                      | Ruurd Hallema                              | Dorsetplein naast nr3                                  | Borne                 |                  |            |
| onbekend  | Spanjaardfluit EN                                         | onbekend                                   | Ennekerdijk 11 (in de tuin Museum Bussemakerhuis)      | Borne                 | metaal           |            |
| onbekend  | Monument voor het doodgeboren, ongedoopte kindje          | Ruurd Hallema beeld. Gedicht van een ander | Oude Almeloseweg 50, Gemeentelijke Begraafplaats Borne | Borne                 |                  |            |
| onbekend  | Hollow Head                                               | onbekend                                   | Trompstraat / Zoutmanplein (onder een boom)            | Borne, Wensink-Zuid   | hout             |            |
| onbekend  | onbekend (zuil met vogel? in perk)                        | onbekend                                   | Rheineplein / marktplein                               | Borne                 |                  |            |
| onbekend  | Piratenhoofd                                              | onbekend                                   | Het Wooldrik 4 (Kids City)                             | Borne                 |                  |            |
| onbekend  | Beelden van Middeleeuws Weleveld (35 levensgrote figuren) | onbekend                                   | Oude Bieffel 23 (Landgoed Weleveld)                    | Zenderen              | staal            |            |